# 同姓不婚
同姓不婚是中国传统婚姻制度中的禁忌，同姓的男女不得互相通婚。北魏起:58，至清末，在法律上禁止同姓通婚。唐朝以后，演变出同宗不婚:62。这一禁忌亦影响到朝鲜半岛。

## 歷史
夏商时代，并无同姓不婚之制度。中国从西周时代起，才确立了这一婚姻制度，出於伦理和生理两方面的考慮。如“同姓不婚，惧不殖也”；「男女同姓，其生不蕃」，认为同姓通婚将影响种族的繁衍和后代的质素。买来的妾室如不知姓氏，则用占卜的方式确定，以避免同姓婚姻。
古代违反这一规定者，轻则受到舆论谴责，重则受到法律惩处。唐律规定：同姓为婚者徒二年，同姓又同宗者以姦罪论。明、清律规定：凡同姓为婚者各杖六十，离异。但上古的姓和后世不同。上古时代，同姓必同宗，后世则同姓不一定有血统关系。所以清末《大清现行刑律》删去了这一规定。
当代研究者指，虽然唐朝以后，法律禁止同姓结婚，但在民间常见同姓结婚、仅奉行同宗不婚的习俗。研究者王跃生认为原因有二，其一，张王李赵等大姓与小姓之间，人口数量差异巨大；其二，姓氏分布不均，某姓“常常聚连一村、数村乃至一乡”，强行要求同姓不婚，则婚姻人口失调:60—61。
1910年，清政府完成《大清民律草案》。该草案虽未及实施，但已取消同姓不婚律条，保留同宗不婚律条:59，62。

## 中国之外
在朝鮮半島，同姓可婚但同本貫絕对不可，否则视为不倫。
越南古代儒者雖然提倡同姓不婚，但社會上並沒有嚴格執行。

## 現代
1930年起，中华民国法律不再禁止同姓、同宗结婚。当代研究认为此后所修家谱显示，宗族对同姓为婚的禁止程度大大降低:60。現代東亞各地法律皆沒有禁止同姓結婚，而是以親屬關係禁止（例如中華人民共和國四等親、中華民國六等親、韓國八等親）。一些較為保守的華人及朝鮮民族家庭會反對子女與同姓的人結婚。根據中華民國內政部在2014年的統計，全中華民國的同姓夫妻總共有17萬4350對，其中更有一對是同名同姓的夫妻。

## 案例
- 鍾理和與鍾台妹

1932年，鍾理和在結束私塾課業後隨父親遷居高雄州旗山郡美濃庄（今高雄市美濃區）經營笠山農場；並在當地認識了他日後的妻子鍾台妹。1938年，他與鍾台妹同姓結婚受阻，1940年與鍾台妹私奔前往滿洲國，鍾理和的小說《貧賤夫妻》、《同姓之婚》、《奔逃》及《笠山農場》等，皆取材自鍾台妹私奔結婚的真實故事。